# Lünen (Dortmunder Patriziergeschlecht)

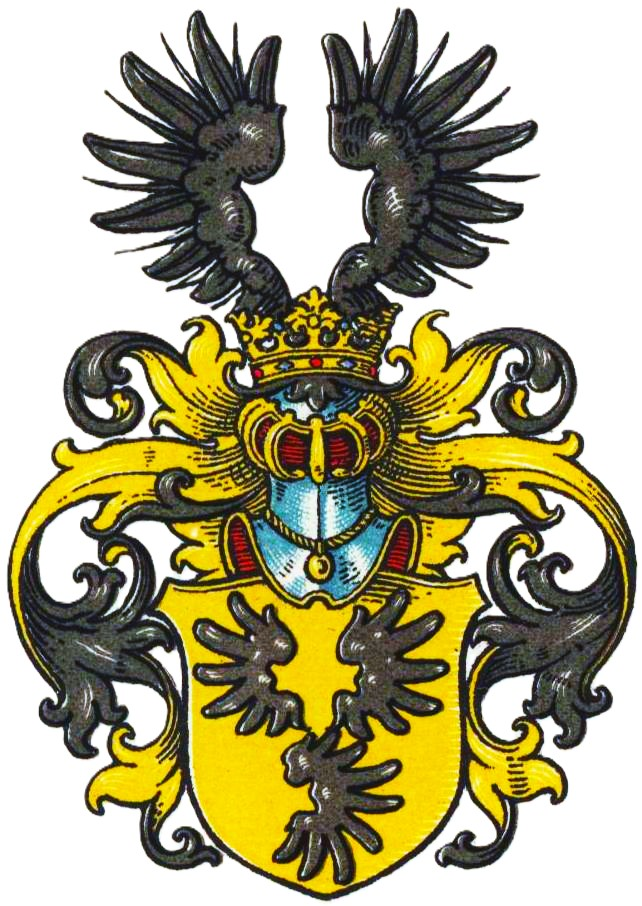
Wappen derer von Lünen (II.) im Wappenbuch des Westfälischen Adels

Lünen (auch Lunen, Lünen genannt Ulenspegel, (Lünen genannt) von dem Broke o. ä.) ist der Name eines erloschenen westfälischen Patrizier- und Adelsgeschlechts. Die von Lünen waren nach 100 Jahre alten Publikationen des Vereins für Geschichte und Altertumskunde Westfalens „eins der hervorragendsten Patriziergeschlechter Soests, vom 13. bis ins 16. Jahrhundert.“
Die Familie ist zu unterscheiden von einem anderen Soester Patriziergeschlecht Lünen und dem münsterschen Ministerialengeschlecht Lünen. Auch die von Lünen genannt Mohr, die 1519 mit Johann Mohr von Leun im Mannesstamm erloschen, waren nicht stammverwandt.

## Geschichte
Das Geschlecht nannte sich nach Lünen. Sie waren Patrizier in Dortmund und Soest. In Dortmund waren Everhardus de Lünen 1230 Ratsherr und Theodericus de Lünen 1239 Bürgermeister. Beide siegelten mit dem unten beschriebenen Wappen.
In Soest tritt die Familie erstmals 1232 mit Reinerus de Lunen auf und dies gleich unter den Patriziern. Familienmitglieder gehörten zur Soester Ministerialität des Kölner Erzbischofs. Heinrich von Lunen gehörte zu den zwölf Soester Bürgern, die 1278 mit der ehemals den Grafen von Arnsberg gehörigen Stadtvogtei belehnt wurden. Auch war die Familie am Großhandel beteiligt und dadurch Mitte des 15. Jahrhunderts auch in Köln ansässig. Die Familie war sehr reich und hatte viel Besitz in und um Soest, z. B. in Hewingsen, Meyerich, Flerke, Gelmen und Ampen. Mit der Familie Schotte zusammen waren sie Stifter der Kapelle auf dem Neuen Friedhof. Die Familie stellte viele Soester Ratsmitglieder und etwa 15 Bürgermeister, weit mehr als jede andere Familie. Auch als Richter und im Stiftskapitel von St. Patrokli waren sie vertreten.
Ab dem 14. Jahrhundert existierten zwei Linien. Die jüngere Linie erwarb durch Verschwägerung den Namen „von Lünen genannt von dem Broke“ oder auch nur „von dem Broke“. Die zweite Linie erlosch laut Friedrich von Klocke in der zweiten Hälfte des 15. Jahrhunderts, die erste Linie in der ersten Hälfte des 16. Jahrhunderts. Laut Max von Spießen starb die Familie gegen 1524 aus.
Laut Maximilian Gritzner gehörten vermutlich verschiedene im Baltikum auftretende Personen zur Familie: Johannes I. von Lune († 1284) war Erzbischof von Riga. Er wurde am 21. Mai 1273 erwählt und zwischen dem 21. August und dem 4. November 1274 geweiht. Johannes Lune, Schwestermann des Erzbischofs von Riga, erhielt 1277 die Dörfer Vidersele, Causele und Moricas zum Lehen. Dietrich von Lünen war 1444 Hauskomtur zu Wittenstein (Weissenstein). Hans von Lone kaufte 1471 den Hof Koikis.

## Persönlichkeiten
- Arnold von Lünen, Soester Bürgermeister 1267–1269, 1270–1272, 1279–1281
- Gerwin von Lünen, Soester Bürgermeister 1271–1273
- Adam von Lünen, Soester Bürgermeister 1284–1286, 1287–1289
- Gerwin von Lünen, Soester Bürgermeister 1290–1291
- Gerwin von Lünen, Soester Bürgermeister 1300–1302
- Johann von Lünen, Soester Bürgermeister 1319–1321, 1322–1324, 1325–1327
- Radolf von Lünen, Soester Bürgermeister 1332–1334, 1335–1337
- Johann von Lünen, Soester Bürgermeister 1350–1352
- Dietrich von Lünen, Soester Bürgermeister 1388–1390, 1392–1394, 1397–1399, 1401–1403, 1405–1407, 1410–1411, 1417–1419, 1423–1425, 1427–1429
- Johann von Lünen, Soester Bürgermeister 1399–1401
- Arnold von Lünen, Soester Bürgermeister 1410–1412
- Dietrich von Lünen, Soester Bürgermeister 1419–1421
- Arnd von Lünen genannt von dem Broke, Soester Bürgermeister 1431–1433, 1435–1437, 1438–1440
- Johann von Lünen genannt von dem Broke, Soester Bürgermeister 1441–1433, 1445–1447, 1449–1451, 1453–1455, 1458–1460, 1463–1465
- Reinold von Lünen, Soester Bürgermeister 1478–1480, 1482–1484, 1485–1487, 1489–1490

## Wappen
Blasonierung: In Gold drei (2:1) schwarze Flügel, die beiden oberen einander zugewandt. Auf dem gekrönten Helm mit schwarz-goldenen Helmdecken ein offener schwarzer Flug.